# HMCS Chambly (K116)
«Шамблі» (англ. HMCS Chambly (K116) — військовий корабель, корвет типу «Флавер» Королівського військово-морського флоту Канади за часів Другої світової війни.
Корвет «Шамблі» був закладений 20 лютого 1940 року на верфі компанії Canadian Vickers Ltd. у Монреалі. 29 липня 1940 року він був спущений на воду, а 18 грудня 1940 року увійшов до складу Королівських ВМС Канади. 20 червня 1945 року виведений до резерву. 10 жовтня 1966 року розібраний на брухт.

## Історія служби
«Шамблі» був одним із перших трьох корветів Королівського флоту Канади, виділених для служби в Атлантиці, коли наприкінці 1940 року замерзла річка Святого Лаврентія. Командер Джеймс Д. Прентіс був призначений старшим офіцером канадських корветів і відповідав за організацію оперативної підготовки, що залишилися, коли вони були завершені та введені в експлуатацію до 1942 року.
У травні 1941 року корвет брав участь у таємних випробуваннях ВМС Канади камуфляжу розсіяного освітлення, технології приховування кораблів від підводних човнів у нічний час. 12 травня його оснастили експериментальним протичовновим радаром CSC і використовували для експериментів протягом наступного тижня. 13 травня вона чудово продемонструвала корисність системи, коли через туман видимість була 0,1 милі (0,16 км).
10 вересня 1941 року при проходженні західного узбережжя Ґренландії транспортного конвою SC 42 канадські корвети «Шамблі» й «Мус Джо» затопили німецький підводний човен U-501.